# Virginio Ghiringhelli
Virginio Ghiringhelli, detto Gino, (Milano, 29 giugno 1898 – San Vito di Bellagio, 19 agosto 1964), è stato un pittore e decoratore italiano.

## Biografia
Figlio di un costruttore edile della provincia di Varese trasferitosi a Milano con la famiglia, ricevette una formazione artistica all'Accademia di belle arti di Brera e dal maestro Cesare Tallone.
Se agli inizi della sua carriera si accostò alla tradizione lombarda e alla corrente dei giovani del Novecento italiano, nel primo dopoguerra intraprese un percorso artistico più originale nella produzione ritrattistica e paesaggistica, non esente da tendenze primitiveggianti, fondando assieme a Mauro Reggiani, Mario Radice e Manlio Rho la prima corrente astrattista italiana.
Le prime esposizioni risalgono alla Biennale di Brera nel 1927 e nel 1928 alla Biennale di Venezia, dove l'artista ottenne discreti successi e riconoscimenti, fra cui il Premio Principe Umberto.
Profondo sostenitore del rinnovamento europeo prodotto dalle avanguardie, ma anche assertore del genio creativo del Novecento italiano, Ghiringhelli assieme ai fratelli Livio e Peppino rilevò la galleria d'arte di via Brera, ristrutturandola e inaugurandola nel 1930: denominata Galleria del Milione, per oltre un decennio vi furono esposte le opere dei migliori capiscuola contemporanei europei, oltre agli artisti italiani più importanti.
Fra le tante attività collaterali della galleria va ricordata l'edizione del periodico il Bollettino, che rappresentò la più innovativa pubblicazione d'arte in Italia, al punto da gettare le basi per il libro d'arte italiano.
Nel 1930 Ghiringhelli soggiornò in Libia per eseguire insieme ad Achille Funi una serie di pitture murali nelle principali città, raffiguranti soprattutto paesaggi tipici del Paese.
La produzione del Ghiringhelli subì qualche anno di interruzione dopo il 1930 a causa degli intensi impegni per la galleria e lentamente l'artista maturò la conversione all'astrattismo mondrianista e geometrico che approfondì con la vasta cultura personale e con un perfetto tributo e rappresentazione degli spazi.
Dal 1939 al 1944 Ghiringhelli insegnò scenografia all'Accademia di Brera.
Negli anni della seconda guerra mondiale il palazzo in cui era situata la galleria venne distrutto dai bombardamenti anglo-americani e, in attesa di riaprire una nuova galleria, Ghiringhelli si dedicò alla stesura delle collane intitolate Arte moderna italiana e Arte moderna straniera.
Negli anni 1950 l'attività della galleria si focalizzò prevalentemente nella corrente astratto-naturalista e dell'informale italiano.
Le sue tendenze poetiche furono spesso influenzate dalla sua grande ammirazione, oltreché amicizia, per Giorgio Morandi.
Nonostante questo, il Ghiringhelli si dimostrò sempre indirizzato verso l'innovazione delle nuove generazioni di artisti.
Ghiringhelli morì il 19 agosto 1964.